# Zaragoza Hurricanes 2022
Questa voce raccoglie le informazioni riguardanti gli Zaragoza Hurricanes nelle competizioni ufficiali della stagione 2022.

## LNFA Serie A 2022

### Stagione regolare
| Saragozza 16 gennaio 2022, ore 12:00 1ª giornata | Zaragoza Hurricanes | 41 – 35 referto | Mallorca Voltors | CDM David Cañada |

| Saragozza 23 gennaio 2022, ore 12:00 2ª giornata | Zaragoza Hurricanes | 48 – 56 referto | L'Hospitalet Pioners | CDM David Cañada |

| Badalona 6 febbraio 2022, ore 11:00 3ª giornata | Badalona Dracs | 49 – 7 referto | Zaragoza Hurricanes | Camp Municipal de Montigalà |

| Saragozza 27 febbraio 2022, ore 12:00 5ª giornata | Zaragoza Hurricanes | 6 – 48 referto | Barberá Rookies | CDM David Cañada |

| Sa Vileta-Son Rapinya 6 marzo 2022, ore 12:00 6ª giornata | Mallorca Voltors | 19 – 48 referto | Zaragoza Hurricanes | Polideportivo Municipal de Son Moix |

| L'Hospitalet de Llobregat 20 marzo 2022, ore 15:00 7ª giornata | L'Hospitalet Pioners | 23 – 22 referto | Zaragoza Hurricanes | Stadio de la Feixa Llarga |

| Saragozza 27 marzo 2022, ore 12:00 8ª giornata | Zaragoza Hurricanes | 28 – 42 referto | Badalona Dracs | CDM David Cañada |

| Barberà del Vallès 24 aprile 2022, ore 12:00 10ª giornata | Barberá Rookies | 36 – 13 referto | Zaragoza Hurricanes | Instal·lacions de Can Llobet |

## Statistiche di squadra
| Competizione           | %Vittorie | In casa | In casa | In casa | In casa | In casa | In casa | In trasferta | In trasferta | In trasferta | In trasferta | In trasferta | In trasferta | Totale | Totale | Totale | Totale | Totale | Totale |
| Competizione           | %Vittorie | G       | V       | N       | P       | Pf      | Ps      | G            | V            | N            | P            | Pf           | Ps           | G      | V      | N      | P      | Pf     | Ps     |
| ---------------------- | --------- | ------- | ------- | ------- | ------- | ------- | ------- | ------------ | ------------ | ------------ | ------------ | ------------ | ------------ | ------ | ------ | ------ | ------ | ------ | ------ |
| LNFA Stagione regolare | .250      | 4       | 1       | 0       | 3       | 123     | 181     | 4            | 1            | 0            | 3            | 90           | 127          | 8      | 2      | 0      | 6      | 213    | 308    |
| Totale                 | .250      | 4       | 1       | 0       | 3       | 123     | 181     | 4            | 1            | 0            | 3            | 90           | 127          | 8      | 2      | 0      | 6      | 213    | 308    |